# Comté d'Orléans (France)
Pour les articles homonymes, voir Orléans (homonymie).
486–987
Entités précédentes :
- Empire romain d'Occident

Entités suivantes :
- Province, puis duché de l'Orléanais

Le comté d'Orléans est une ancienne principauté féodale du centre de la France, qui semble avoir été créée dès la conquête de la Gaule romaine en l'an 486 par le roi Clovis Ier. À cause des différents divisions du Royaume franc, son existence s'est affirmée après la fin du Royaume des Burgondes où il fut intégré au Royaume d'Orléans jusque vers 814.
Après l'installation des Capétiens, le comté devint durablement partie intégrante du domaine royal dès 987, faisant d'Orléans un des fiefs centraux de la royauté en France. C'est la raison pour laquelle le comté, une fois assimilé, sera transmis en apanage sous le statut de duché.

## Origines du comté
Tout comme les comtés voisins, les alentours de l'ancienne cité de Cenabum furent élevés en comté semi-autonome peu après la conquête du territoire par le roi franc Clovis, en 486, mais l'identité des premiers comtes en place nous est inconnue.
En 511, Clovis tient en Orléans un concile important tant religieusement que politiquement.
À la suite du partage en quatre du royaume de Clovis, Orléans est la capitale du royaume d'Orléans.
Dès le début du Moyen Âge, Orléans est l'une des trois villes les plus riches de France avec Rouen et Paris, toujours grâce à sa proximité avec cette dernière et sa situation sur la Loire.

## Liste des comtes d'Orléans (818-987)
| Portrait | Nom                                       | Période                | Autres titres                                                                                                  | Notes |
| -------- | ----------------------------------------- | ---------------------- | --- | --- |
|          | Adrien d'Orléans (v. 760 - † 821)         | ??? – 818              | Comte palatin du Rhin                                                                                          | Fils de Gérold Ier de Vintzgau et d'Emma d'Alémanie, il est également le beau-frère de Charlemagne, lorsqu'il fut marié à la sœur d'Adrien, Hildegarde de Vintzgau. |
|          | Matfrid d'Orléans († 836)                 | 818 – 828 et 830 – 831 | Aucun | Père d'Engeltrude, bru de Boson l'Ancien, il fut destitué en 828 pour trahison par Louis le Pieux, puis remis au pouvoir dans le cadre de la guerre entre Lothaire Ier, auquel il est allié, et Pépin d'Aquitaine. Il fut vaincu une bonne fois pour toutes en 831 par l'empereur Louis Ier. |
|          | Eudes d'Orléans (v. 790 - † 834)          | 828 – 830 et 831 – 834 | Aucun | Fils d'Adrien et de Waldrade de Wormsgau, il épouse Engeltrude de Fézensac, fille du comte Leuthard Ier de Paris. Il reprend le comté à deux reprises à Matfrid. |
|          | Guillaume d'Orléans († 866)               | 834 – vers 860         | Aucun | Fils du comte Eudes, il est cependant décapité pour trahison sur ordre de Charles le Chauve. |
|          | Robert le Fort (vers 815 - septembre 866) | vers 860 – 866         | Marquis de Neustrie Comte de Blois Comte de Tours Comte d'Anjou Comte d'Auxerre Comte de Nevers                | Fils supposé du comte Robert III de Hesbaye. Il hérita du comté à la suite de la mise à mort du comte Guillaume. |
|          | Hugues l'Abbé († 886)                     | 866 – 886              | Marquis de Neustrie Comte de Paris Comte de Blois Comte de Tours Comte d'Anjou Comte d'Auxerre Comte de Nevers | Fils de Conrad Ier de Bourgogne et d'Adélaïde de Tours, il fut l'ennemi de Robert le Fort avant sa mort, mais il en hérita les possessions, puis éleva les 2 fils orphelins de Robert, Eudes et Robert Ier.                                                                                  |
|          | Eudes († 898)                             | 886 – 888              | Roi des Francs Marquis de Neustrie Comte de Paris Comte de Blois Comte de Tours Comte d'Anjou                  | Fils aîné de Robert le Fort, élu roi des Francs en 888, il décide de transmettre ses autres titres à son frère Robert Ier. |
|          | Robert Ier († 923)                        | 888 – 923              | Roi des Francs Marquis de Neustrie Comte de Paris Comte de Blois Comte de Tours                                | Frère cadet du précédent, élu roi à la mort de ce dernier en 898. Il nomma à Tours et à Blois des vicomtes. |
|          | Hugues le Grand (vers 898 – † 956)        | 923 – 956              | Duc des Francs Marquis de Neustrie Comte de Paris Comte de Blois                                               | Fils du précédent. |
|          | Hugues Capet († 923)                      | 956 – 987              | Duc des Francs Marquis de Neustrie Comte de Paris                                                              | Fils d'Hugues le Grand, il réunit le comté d'Orléans au domaine royal. |

## Le fief des Capétiens
Le comte Hugues Capet est couronné roi des Francs en 987. En conséquence, il abandonne son titre de comte et décide d'incorporer le territoire au domaine royal.
À son avènement, le domaine royal est morcelé et peu étendu. Le comté comprend les châtellenies de Beaugency, Boiscommun, Châteauneuf-sur-Loire, Châteaurenard, Lorris, Neuville-aux-Bois, Orléans, Vitry-aux-Loges, Janville et Yèvre-le-Châtel. Enclavé dans d'autres fiefs souvent plus puissants, l'Orléanais est cerné à l'ouest par le puissant comté de Blois et de Chartres, dont relève la seigneurie de Beaugency, au sud par la vicomté de Bourges, puis, au sud-est et à l'est, par la seigneurie de Sancerre, les seigneuries de Gien, de Courtenay et le comté du Gâtinais. Les premiers Capétiens n'ont d'autre préoccupation qu'affermir leur autorité dans leur domaine Orléanais face à des grands feudataires, inquiets des prétentions unificatrices de la nouvelle dynastie.